# Іванівська вулиця (Прилуки)
Вулиця Іванівська — вулиця у місті Прилуки. Пролягає від вулиці Івана Скоропадського до вулиці Дмитра Шкоропада. Вулиця розташована на Квашинцях.
Прилучаються вулиці Київська - Миколаївська - 2-й Іванівський провулок - Костянтинівська - 1 Травня - 1-й Іванівський провулок.
Нумерація йде від центру (№2-92, 1-79).

## Історія
Прокладена у 1-й половині 19 ст. за Генеральним планом забудови міста 1802 року. Назву отримала від Іванівської церкви. 
На початку 20 ст. на вулиці містилися пожежна команда, тютюнова фабрикака Володарського (1915 року згоріла).
1925 року перейменована на честь М.П. Драгоманова (1841-95) - українського публіциста, історика, літературознавця, фольклориста. 
Рішенням сесії міськради від 31.05.2001 вулиці повернута її історична назва.

## Пам'ятки
- Іванівська церква (1865), ріг з вулицею Київською.

## Установи
- Прилуцькі художні майстерні Чернігівського художнього виробничого комбінату (№ 11/4);
- Прядильна фабрика (№68);
- Велмі Пром (виробництво газових котлів) (№79).